# Sociedad de Amigos de la Educación Popular
La Sociedad de Amigos de la Educación Popular es una institución sin fines de lucro uruguaya creada el 15 de septiembre de 1868 en Montevideo, cuyo objetivo principal fue el fomento de la educación popular. Esta sociedad, fue la creadora y administradora de la Escuela y Liceo Elbio Fernández.

## Historia
En el medio de un Uruguay convulsionado por crisis económicas, revoluciones y sublevaciones, un grupo de jóvenes funda el 18 de septiembre de 1868 la Sociedad de Amigos de la Educación Popular, cuyo objeto primordial fue “consagrarse a la causa de la educación popular”. Entre los 206 jóvenes fundadores y miembros se encuentran Carlos María Ramírez, Elbio Fernández y José Pedro Varela.

Pocos días después fue aprobado su estatuto y designada su primera Comisión Directiva, presidida por Elbio Fernández, Eduardo Brito del Pino como vicepresidente, Carlos Ambrosio Lerena como tesorero, José Pedro Varela y Carlos María Ramírez como secretarios, y José Arechavaleta, Juan Carlos Blanco Fernández, Eliseo Outes y Alfredo Vásquez Acevedo como vocales. Entre las decisiones prioritarias de esa primera Comisión Directiva estuvo la de abrir una Escuela que fuera el campo experimental de la reforma de la educación. Fueron los precursores no solo en Uruguay, sino en toda América Latina, y consideraron que:
"La ilustración del pueblo es la verdadera locomotora del progreso", base real de la democracia.
El primer presidente de la Sociedad, Elbio Fernández, promovió la fundación de la primera escuela, la que lleva su nombre, puesto que murió de forma repentina mucho antes de que la misma estuviera instalada.

El 29 de agosto de 1869 se inauguraba la Escuela y Liceo Elbio Fernández, donde José Pedro Varela expresaria en su discurso de apertura:  
"La educación de esta escuela preparará al niño para ser hombre y ser ciudadano, para cumplir estrictamente con sus deberes y hacer un uso inteligente de sus derechos".

## Lista de Presidentes
| Imagen | Presidentes               | Periodos                                |
| ------ | ------------------------- | --------------------------------------- |
|        | Elbio Fernández           | 1868-1869                               |
|        | José Pedro Varela         | 1869-1877                               |
|        | Emilio Romero             | 1877-1878                               |
|        | Francisco Berra           | 1878-1879 1880-1881 1883-1884 1886-1887 |
|        | Alfredo Vásquez Acevedo   | 1879-1880                               |
|        | Carlos María de Pena      | 1881-1882                               |
|        | Domingo Aramburú          | 1882-1883                               |
|        | Carlos María de Pena      | 1884-1885                               |
|        | Domingo Aramburú          | 1885-1886                               |
|        | Eduardo Brito del Pino    | 1887-1888                               |
|        | Alberto García Lagos      | 1888-1889                               |
|        | Eduardo Acevedo           | 1889-1890                               |
|        | Alberto García Lagos      | 1890-1891                               |
|        | Antonio Vigil             | 1891-1892                               |
|        | Ricardo Areco             | 1892-1893                               |
|        | José Sienra Carranza      | 1893-1895                               |
|        | José Antonio Ferreira     | 1895-1897                               |
|        | Martín Martínez           | 1897-1898                               |
|        | Justo Cubiló              | 1898-1900                               |
|        | Alfredo Vásquez Acevedo   | 1900-1901                               |
|        | Antonio María Rodríguez   | 1901-1905                               |
|        | Manuel Quintela           | 1905-1911                               |
|        | Daniel García Acevedo     | 1911-1915                               |
|        | Manuel Quintela           | 1915-1919                               |
|        | Eduardo Monteverde        | 1919-1921                               |
|        | Antonio Maria Rodríguez   | 1921-1923                               |
|        | Eduardo Monteverde        | 1923-1924                               |
|        | Adolfo Pérez Olave        | 1924-1928                               |
|        | Arturo Lussich            | 1928-1934                               |
|        | Oscar Julio Maggiolo      | 1934-1942                               |
|        | Cayetano Carcavallo       | 1942-1944                               |
|        | Luis Bajac Gregorio       | 1944-1947                               |
|        | Juan Pedro Ribas          | 1947-1948                               |
|        | Luis Bajac Gregorio       | 1948-1951                               |
|        | Armando Bocage            | 1951-1952                               |
|        | Luis Bajac Gregorio       | 1952-1957                               |
|        | José M. Cerviño           | 1957-1959                               |
|        | Juan Castiglioni Alonso   | 1959-1962                               |
|        | Gilberto Sáenz            | 1962-1964                               |
|        | Edme Errazquin            | 1964-1972                               |
|        | Eusebio B. Vaeza          | 1972-1974                               |
|        | Roberto Abadie Soriano    | 1974-1976                               |
|        | Edme Errazquin            | 1976-1977                               |
|        | Eusebio B. Vaeza          | 1977-1982                               |
|        | Washington Carcavallo     | 1989-1992                               |
|        | Jerónimo Alberto Zolesi   | 1992-1994                               |
|        | Horacio Paullier Puig     | 1994-2001                               |
|        | Juan Ignacio Risso Suárez | 2001-2006                               |
|        | Eduardo Arechavaleta      | 2006-2007                               |
|        | Luis García Troise        | 2007-2011                               |
|        | Julio Jakob               | 2011-2013                               |
|        | Enrique González de Toro  | 2013-presente                           |